# Долњаки
Долњаки су насељено мјесто на подручју града Глине, у Банији, Република Хрватска.

## Историја
Долњаки су се од распада Југославије до августа 1995. године налазили у Републици Српској Крајини.

## Становништво
На попису становништва 2011. године, Долњаки су имали 102 становника.
| Националност       | 1991.        |
| Хрвати             | 220 (96,06%) |
| Срби               | 4 (1,74%)    |
| Југословени        | 1 (0,43%)    |
| остали и непознато | 4 (1,74%)    |
| Укупно             | 229          |

| Демографија | Демографија | Демографија |
| Година      | Становника  | Становника  |
| ----------- | ----------- | ----------- |
| 1961.       | 344         |             |
| 1971.       | 314         |             |
| 1981.       | 248         |             |
| 1991.       | 229         |             |
| 2001.       | 161         |             |
| 2011.       |             | 102         |

## Попис 1991.
На попису становништва 1991. године, насељено место Долњаки је имало 229 становника, следећег националног састава:
| Попис 1991.‍ | Попис 1991.‍ | Попис 1991.‍ | Попис 1991.‍ | Попис 1991.‍ |
| ----------- | ----------- | ----------- | ----------- | ----------- |
|             |             |             |             |             |
| Хрвати      | Хрвати      |             | 220         | 96,06%      |
| Срби        | Срби        |             | 4           | 1,74%       |
| Југословени | Југословени |             | 1           | 0,44%       |
| непознато   | непознато   |             | 4           | 1,75%       |
| укупно: 229 |             |             |             |             |